# Ulice i place w Prudniku
Ulice i place Prudnika – lista nazw ulic, placów i alei na terenie Prudnika.
A B C D F G I J K L Ł M N O P R S T W Z Ż

## A
- ulica Adama Asnyka
- ulica Akacjowa
- ulica Arki Bożka

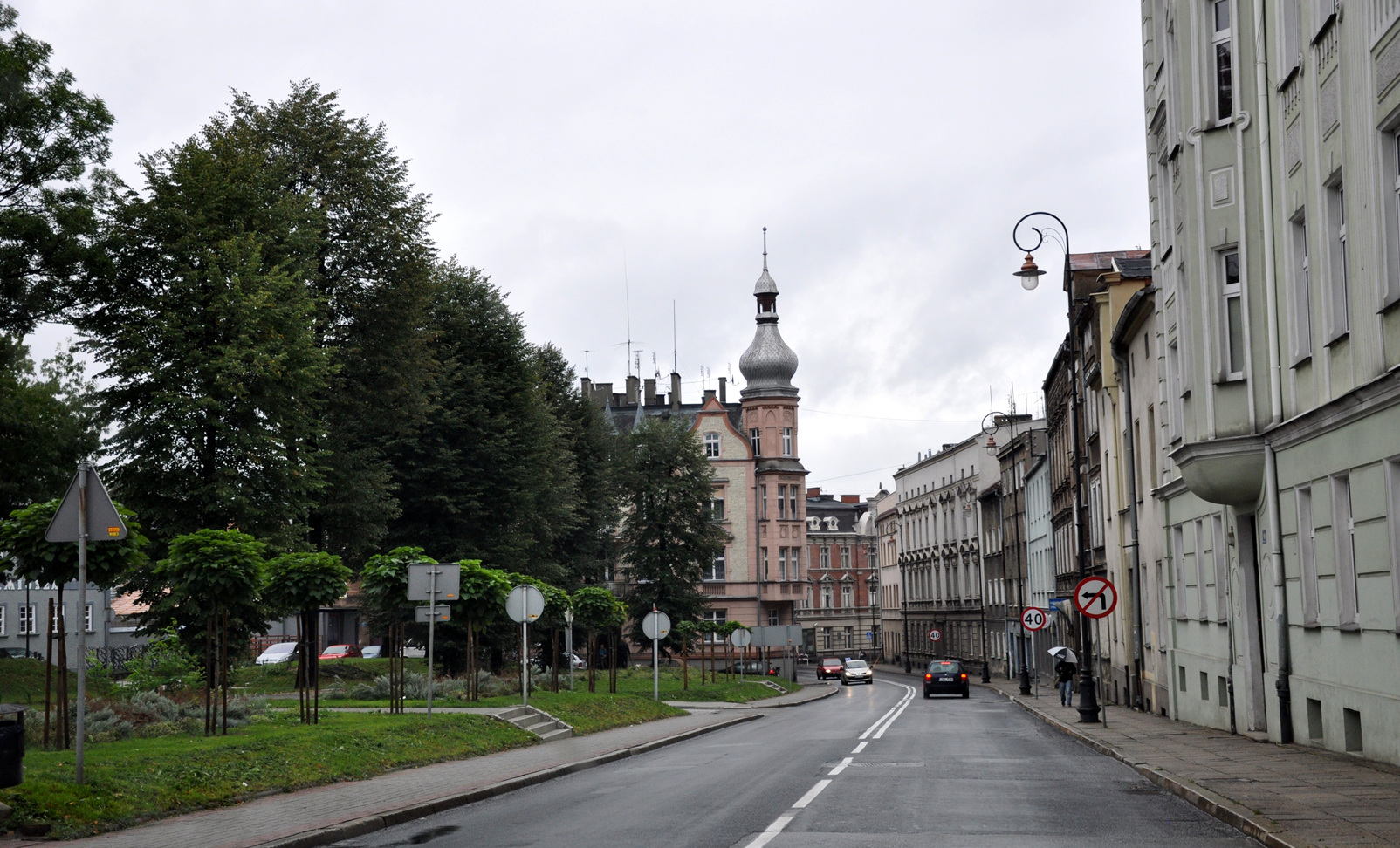
Ulica Armii Krajowej

- ulica Armii Krajowej – daw. Wallstrasse (Wałowa) i Armii Czerwonej[1]

## B
- ulica Bema
- ulica Bolesława Chrobrego
- ulica Bolesława Krzywoustego
- ulica Bończyka

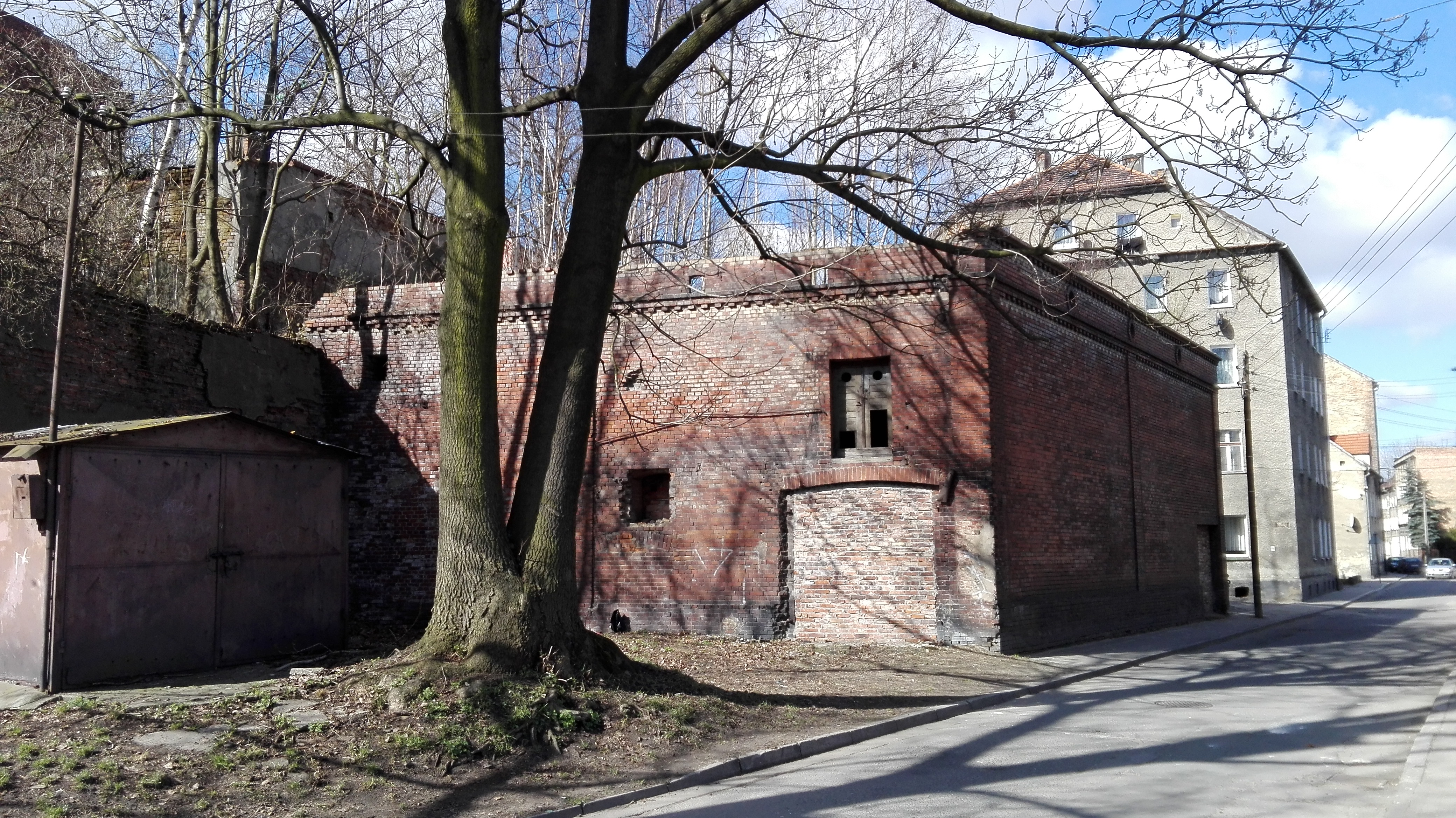
Ulica Bolesława Chrobrego

- ulica Bora-Komorowskiego – daw. Włodzimierza Lenina
- ulica Broniewskiego
- ulica Budowlanych

## C

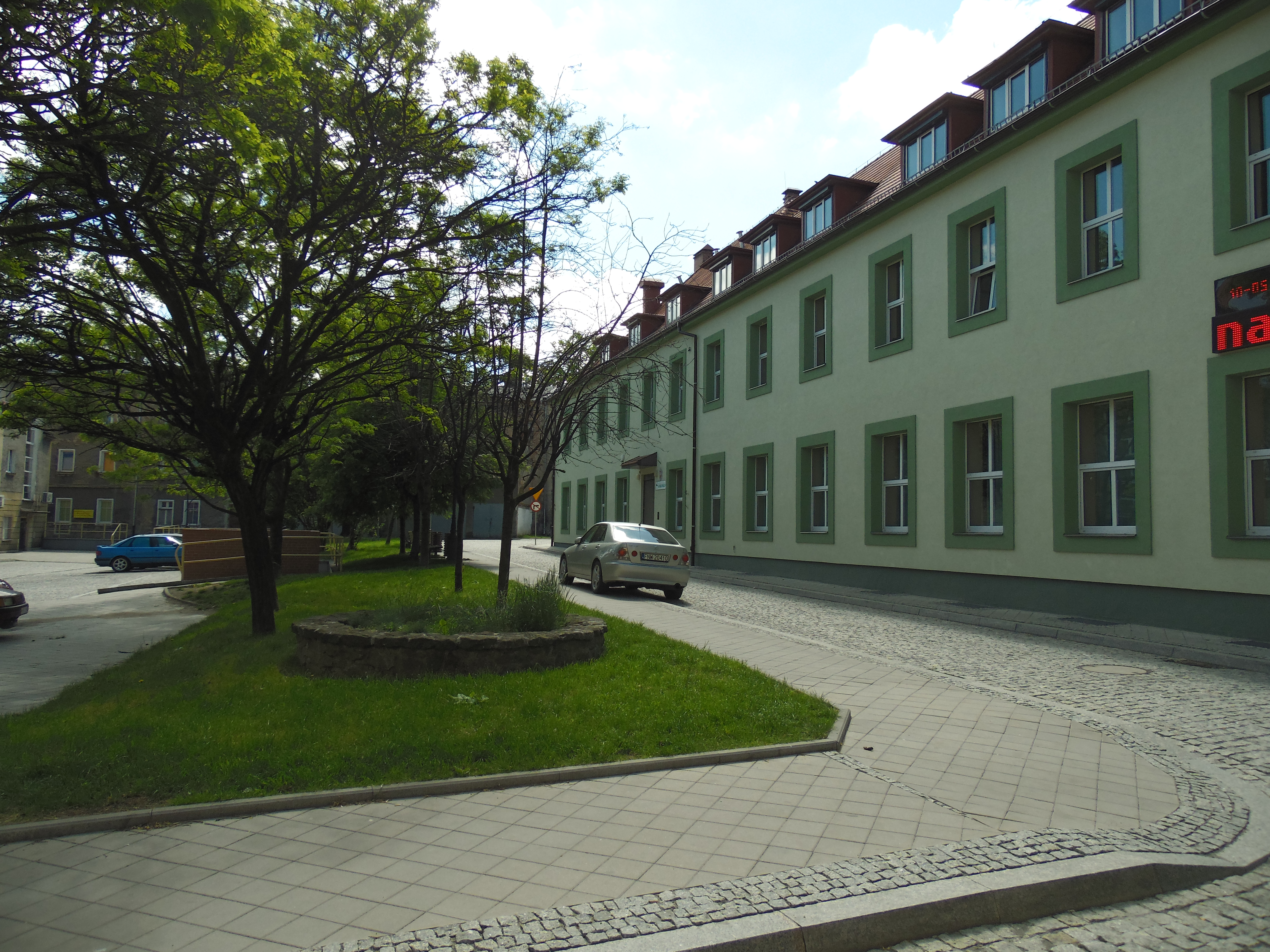
Ulica Ciasna

- ulica Chopina
- ulica Ciasna
- ulica Cicha
- ulica Curie-Skłodowskiej
- ulica Cybisa

## D

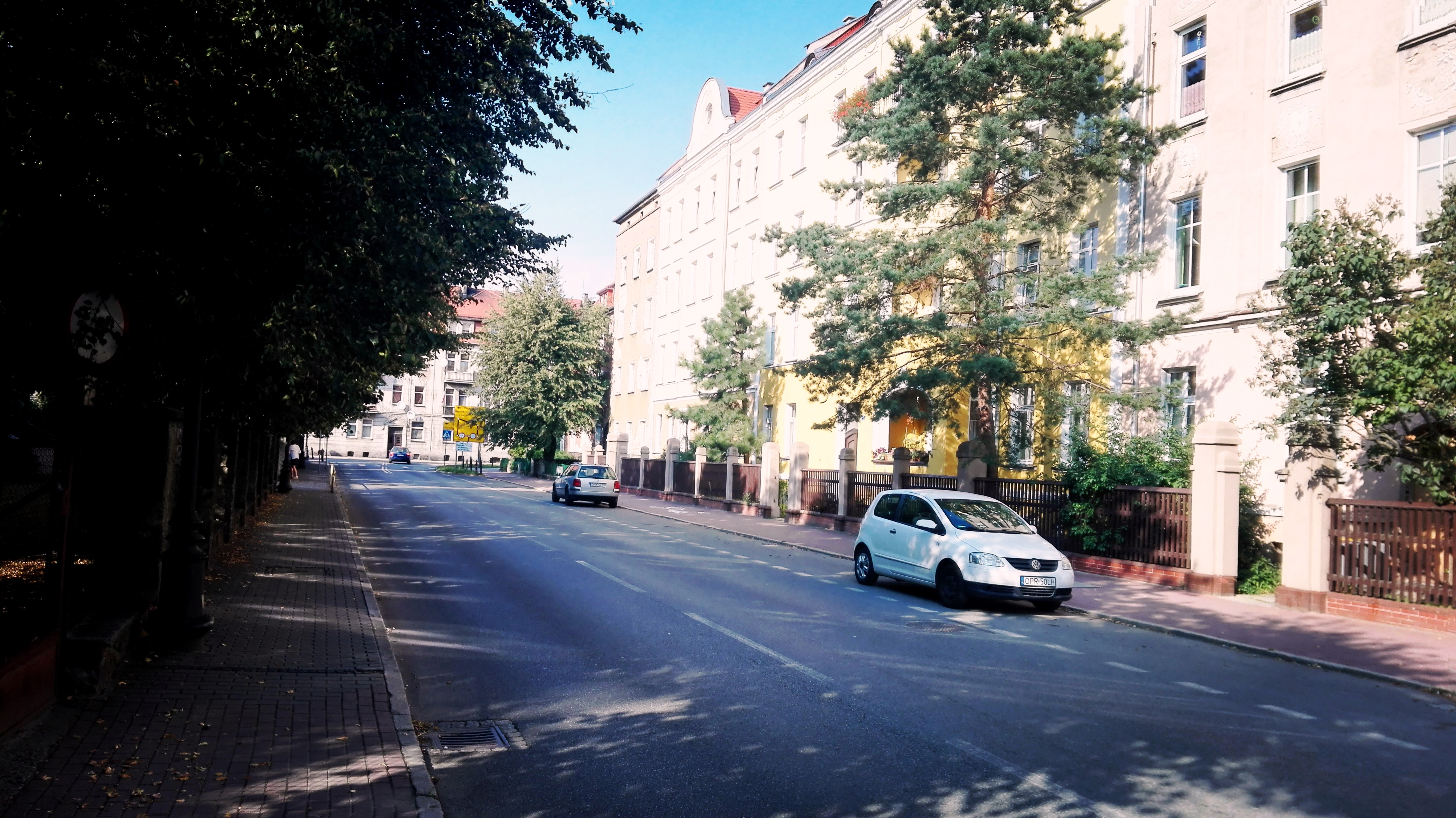
Ulica Dąbrowskiego

- ulica Dąbrowskiego[2] – daw. Hennersdorfer Strasse[3]
- ulica Damrota
- ulica Dębowiec
- ulica Dwernickiego
- ulica Dworcowa – daw. Bahnhofstrasse

## F

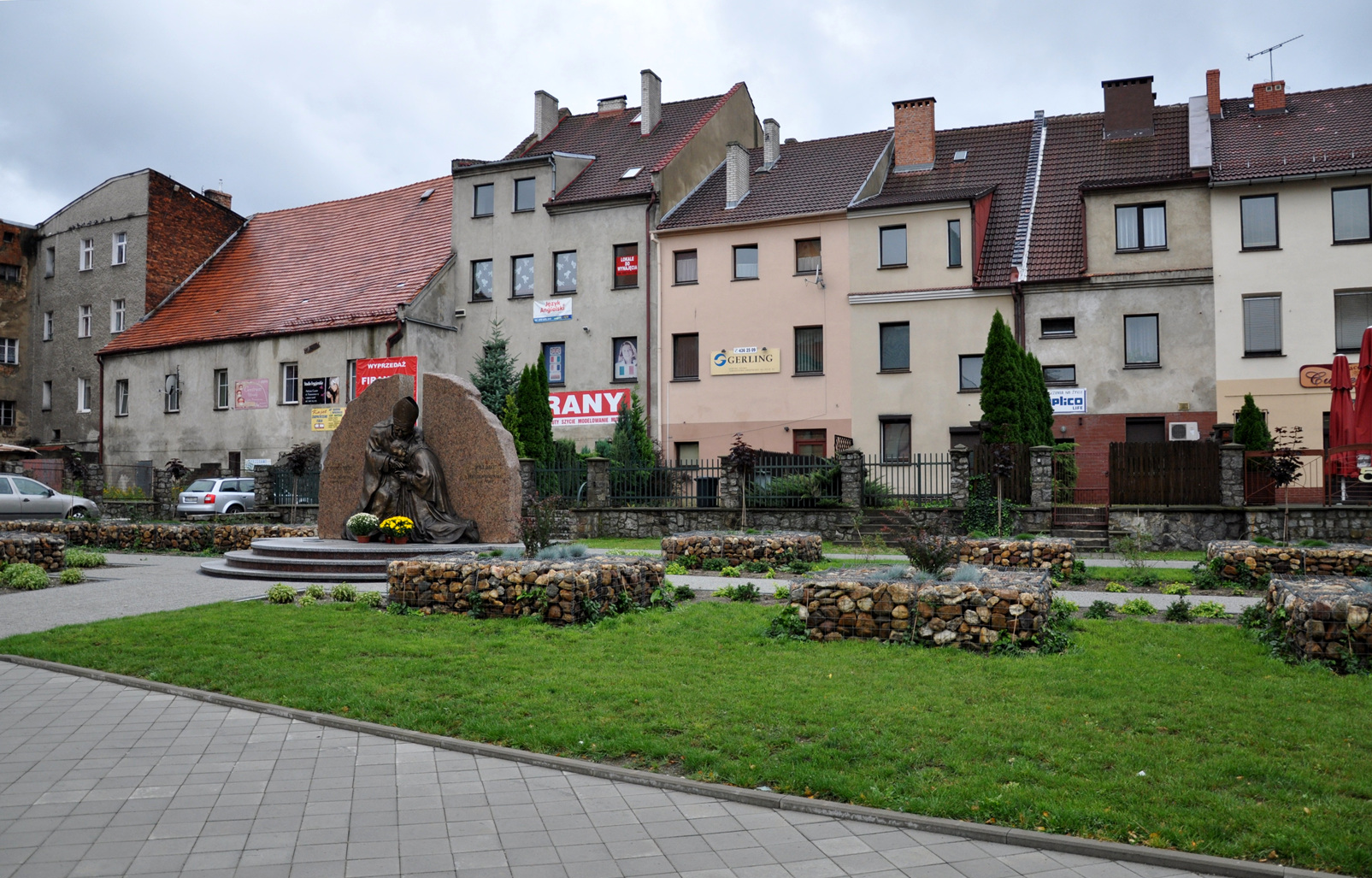
Plac Farny

- plac Farny – daw. Obere Kirch Strasse
- ulica Filipa Roboty

## G
- ulica Gimnazjalna
- ulica Głowackiego

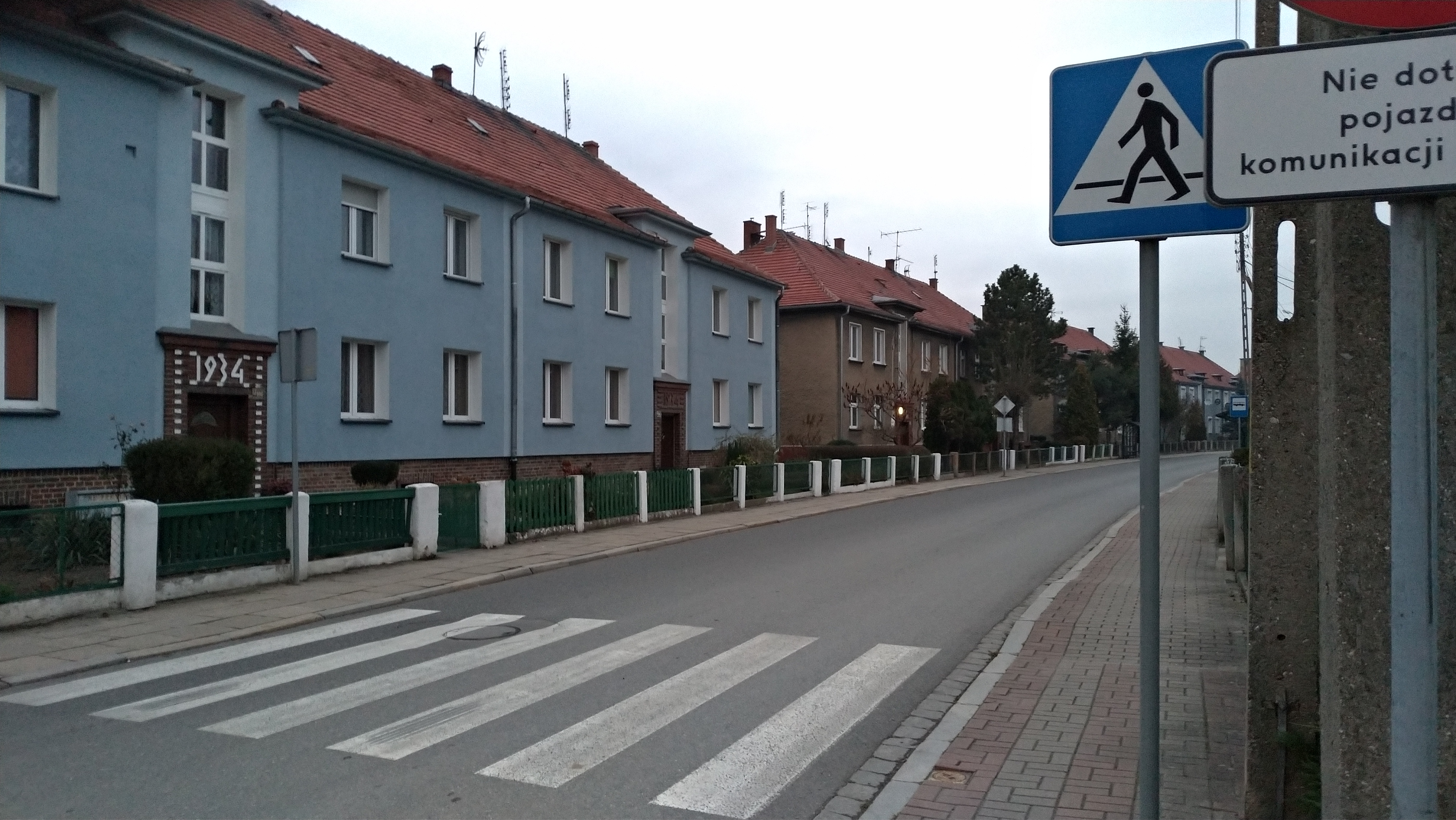
Ulica Grunwaldzka

- ulica Górna – daw. Kleine Oberstrasse (Mała Górna)
- ulica Grottgera
- ulica Grunwaldzka – daw. Karl Hoefer Strasse (Karla Hoefera), Kasernenstrasse (Koszarowa)

## I
- ulica Inwalidów Wojennych, do 1977 r. ul. Gliwicka a do 1945 r. Heinstrasse

## J

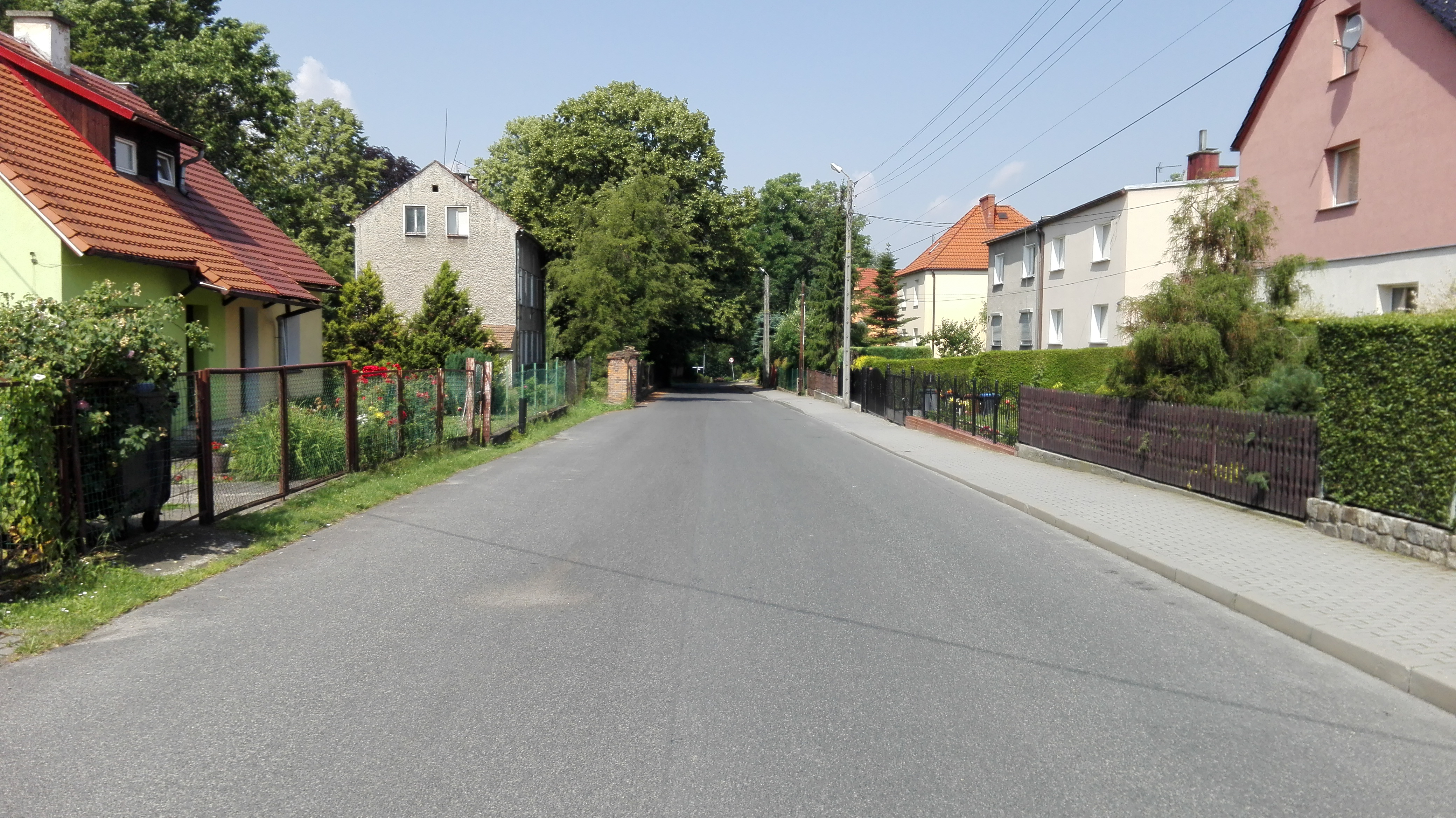
Ulica Jesionkowa

- ulica Jagiellońska
- ulica Jana Kazimierza
- ulica Jana Pawła II
- ulica Jesionkowa

## K
- ulica Kilińskiego

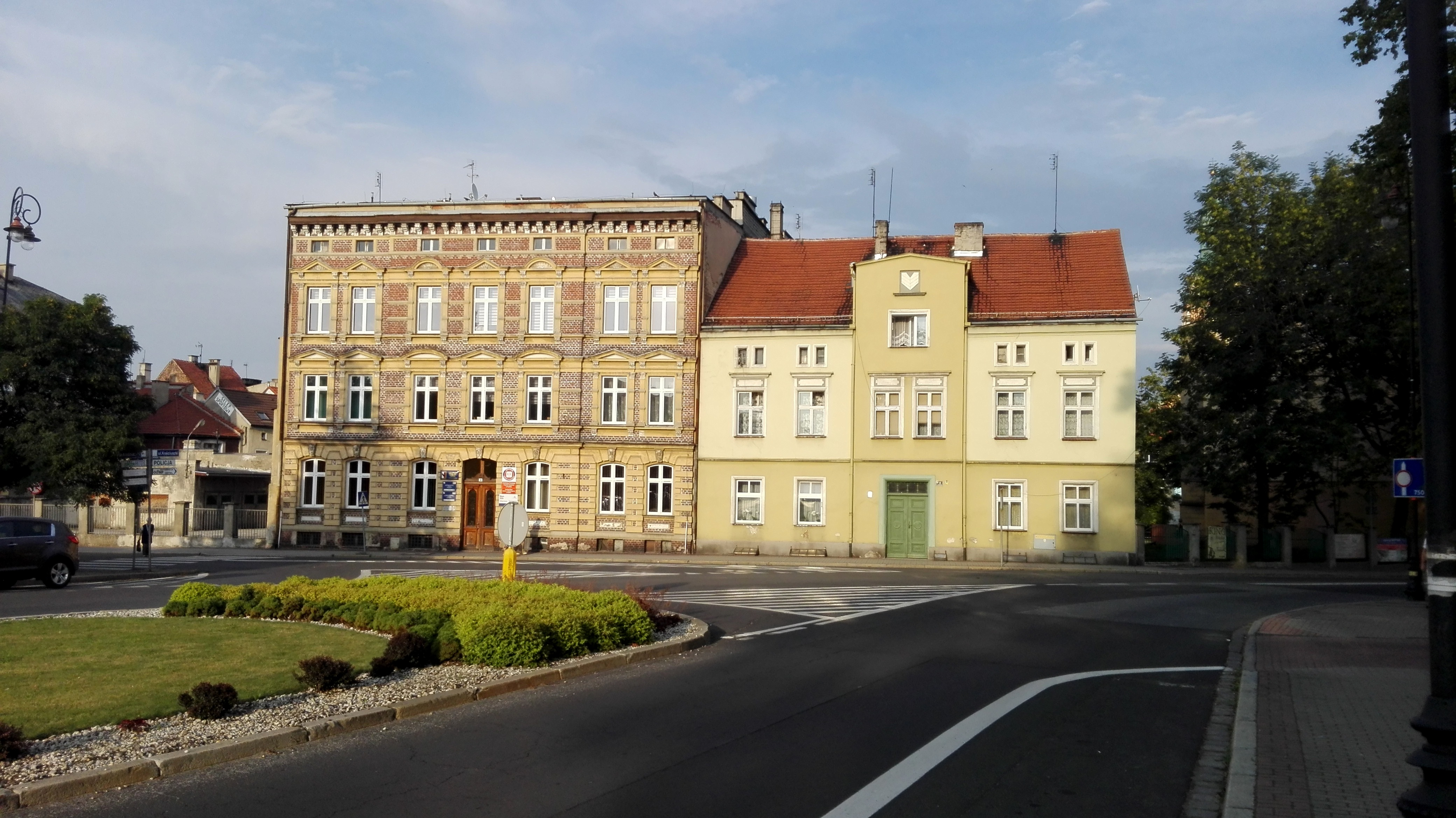
Ulica Klasztorna

- ulica Klasztorna – daw. Klosterstrasse[4]
- ulica Kochanowskiego
- ulica Kolejowa – daw. Bahnhofstrasse[5][6]
- ulica Kołłątaja – daw. Neue Häuserstrasse[7]
- ulica Kombatantów
- ulica Konopnickiej
- ulica Kopernika
- ulica Korfantego
- ulica Kościelna
- ulica Kościuszki – daw. Wiesenerstrasse, Hindenburgstrasse[8]
- ulica Kossaka
- ulica Kraszewskiego
- ulica Królowej Jadwigi – daw. Töpferstrasse[9]
- ulica Krótka – daw. Niedere Domstrasse[10]
- ulica Krzywa
- ulica ks. Karola Koziołka
- ulica Księdza Skowrońskiego
- ulica Kwiatowa – daw. Garten Strasse (Ogrodowa)

## L

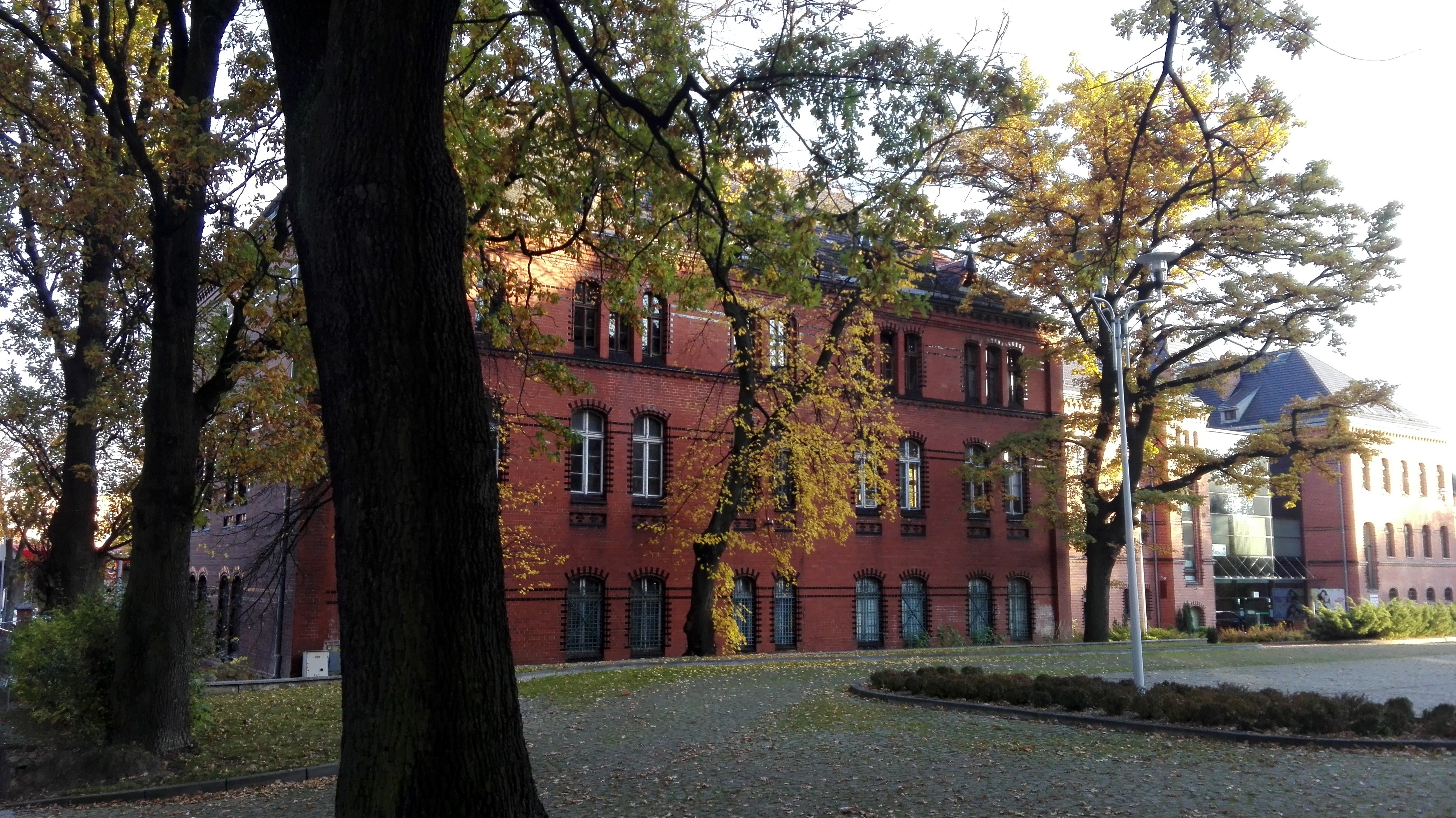
Ulica Legionów

- ulica Langiewicza
- ulica Legionów
- ulica Legnicka
- ulica Leszczyna
- ulica Ligonia
- aleja Lipowa
- ulica Lompy
- ulica Lwowska

## Ł
- ulica Łangowskiego
- ulica Łucznicza
- ulica Łukowa – daw. Webergasse, Domgasse, Ober Domstrasse, Kleine Domstrasse

## M
- ulica Maków

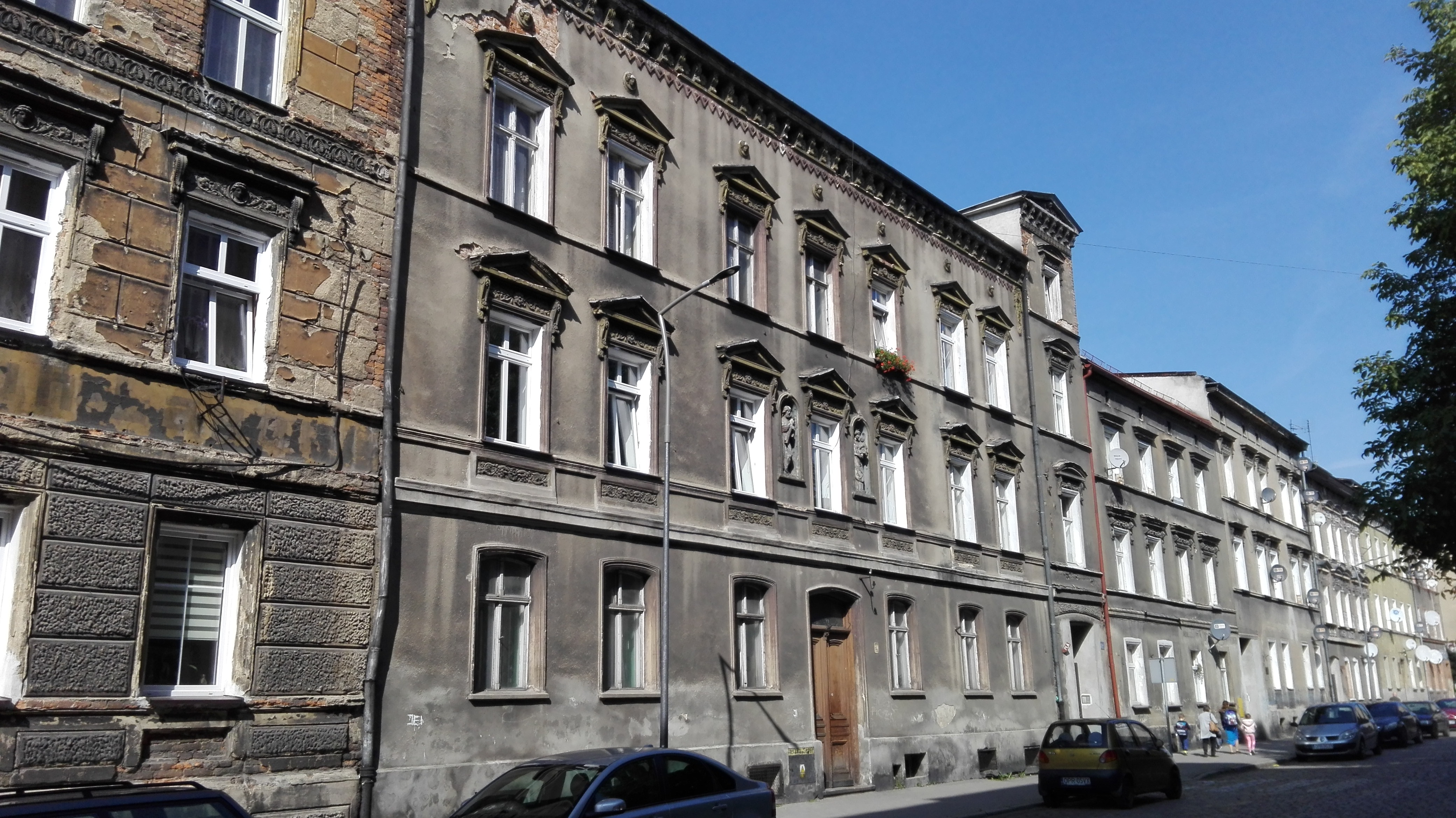
Ulica Młyńska

- ulica Małachowskiego – daw. Feuergasse (Ogniowy Zaułek)
- ulica Matejki
- ulica Meblarska
- ulica Miarki
- ulica Mickiewicza
- ulica Mierosławskiego
- ulica Mieszka I
- ulica Mikołaja Reja
- aleja Miła
- ulica Młyńska – daw. Mühlstrasse
- ulica Moniuszki
- ulica Monte Cassino
- ulica Morcinka

## N

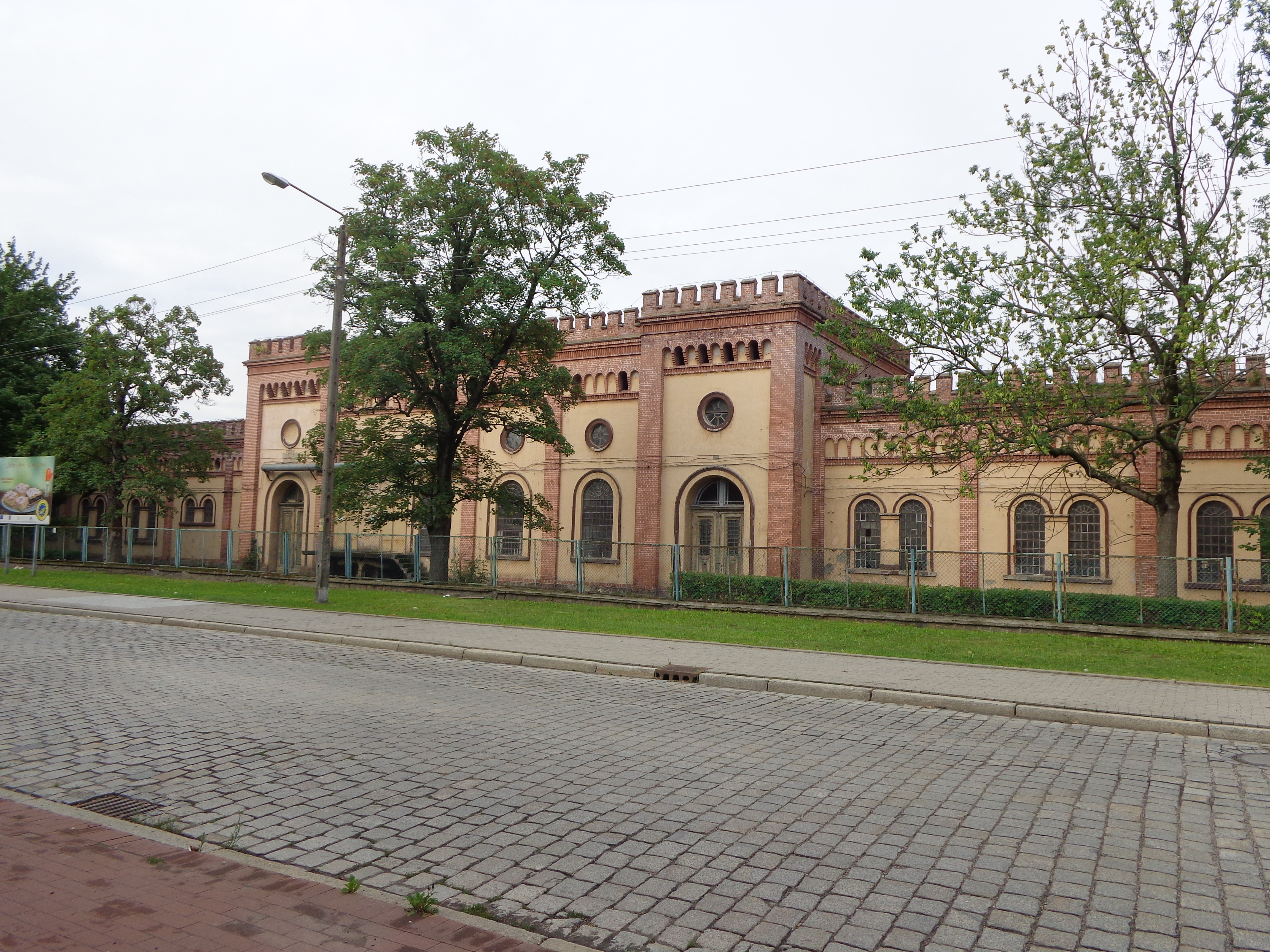
Ulica Nyska

- ulica Nowa
- ulica Nyska – daw. Neisserstrasse[11]

## O
- ulica Ogrodowa

## P
- ulica Paderewskiego
- ulica Parkowa – daw. Parkstrasse

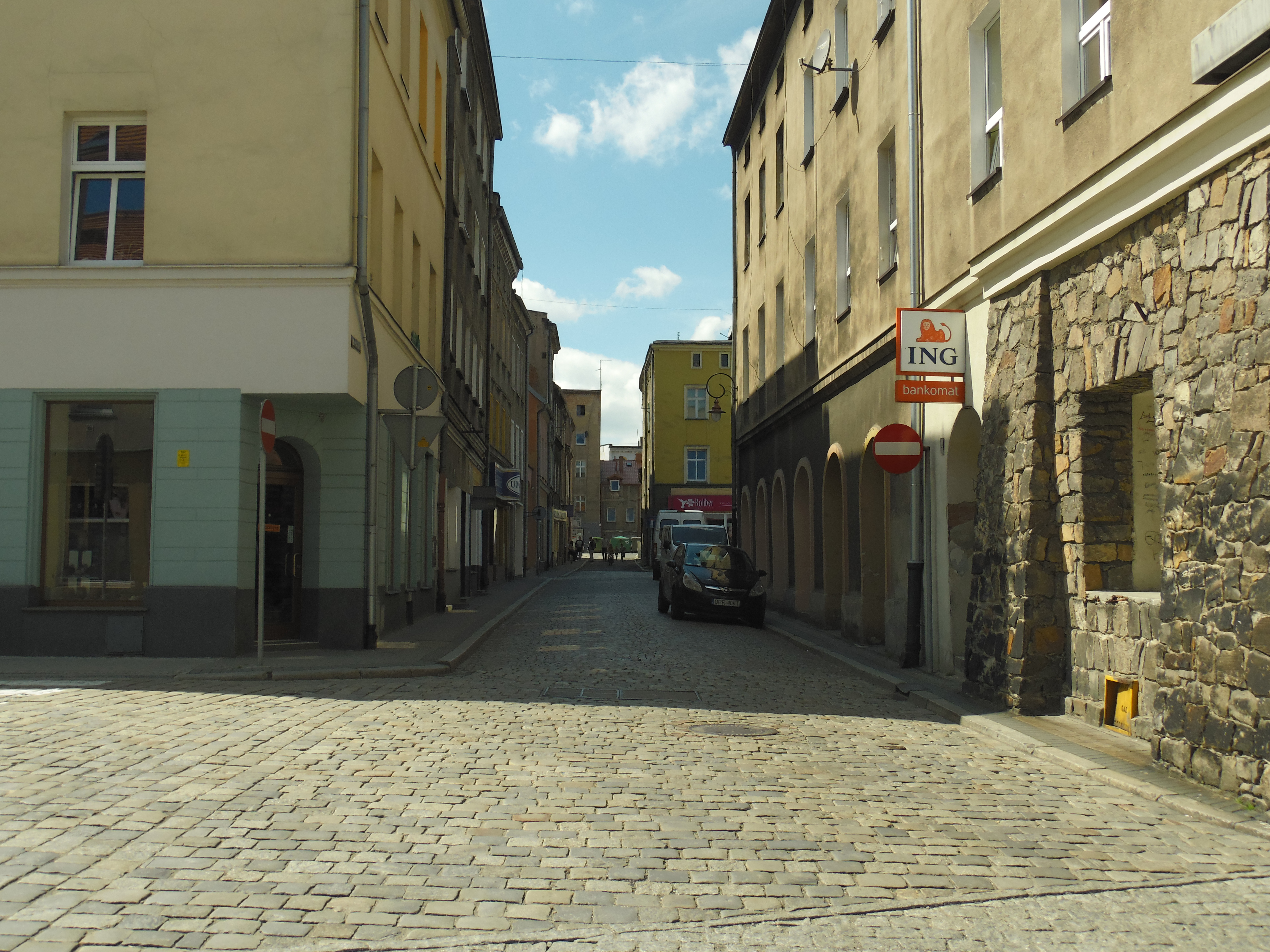
Ulica Piastowska

- ulica Piastowska – daw. Friedrichstrasse (króla Fryderyka), Obervorstadt[12][13]
- ulica Plater
- ulica Plebiscytowa
- ulica Pocztowa
- ulica Podgórna – daw. Sandberg (Piaskowa Góra)
- ulica Pod Bramami
- ulica Polna
- ulica Polna Bloki
- ulica Poniatowskiego – daw. Vorwerkstrasse (Folwarczna)[14]
- ulica Powstańców Śląskich
- ulica Prądzyńskiego
- ulica Prężyńska
- ulica Prusa
- ulica Przemysłowa

## R

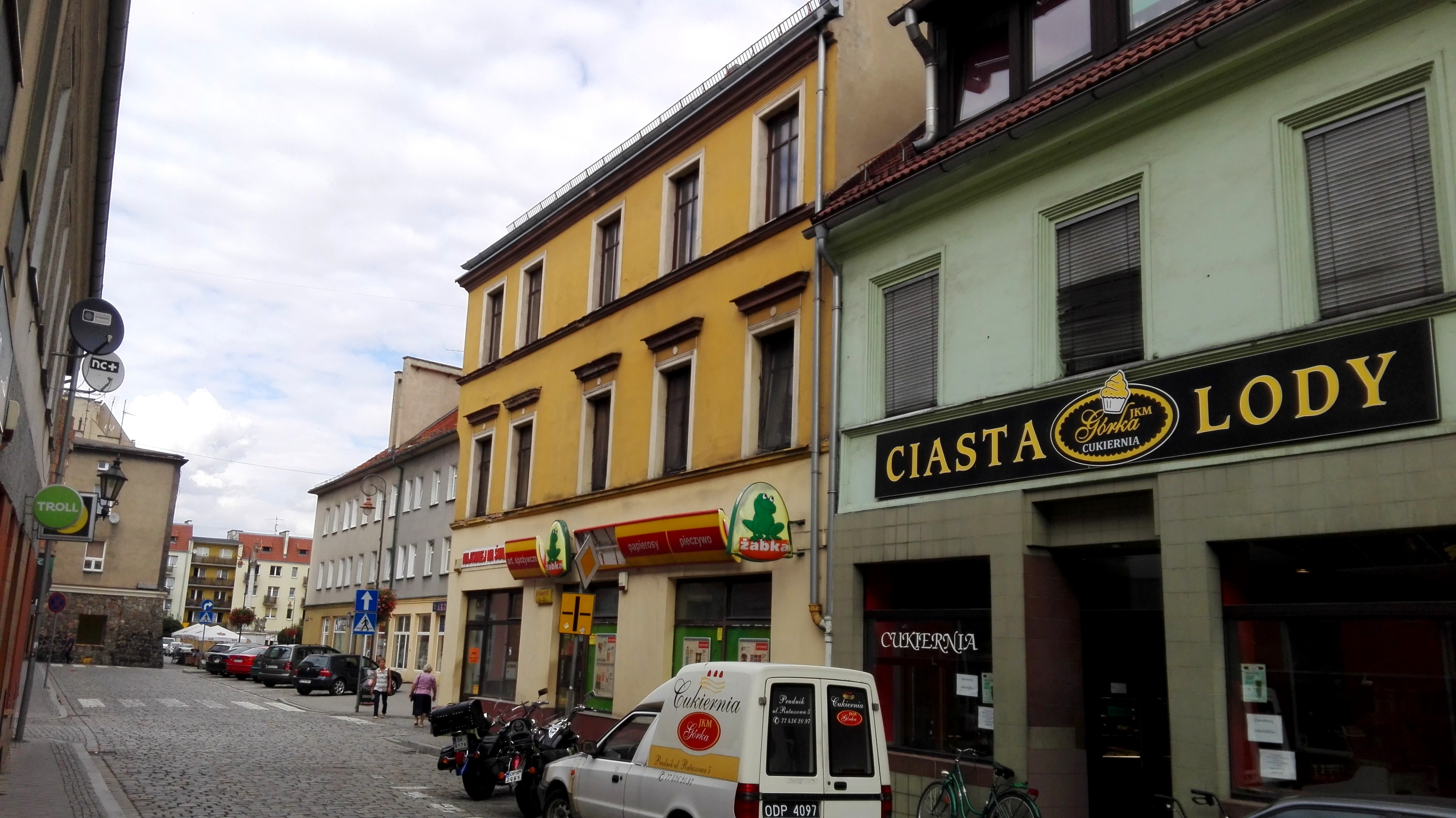
Ulica Ratuszowa

- ulica Ratuszowa – daw. Neuestrasse (Nowa)
- ulica Reymonta
- ulica Robotnicza
- ulica Rostka
- Rynek – daw. Ring[15]

## S
- ulica Sądowa
- ulica Sienkiewicza
- ulica Sierakowskiego
- ulica Słowackiego
- ulica Słowiańska
- ulica Słowicza
- ulica Smolki

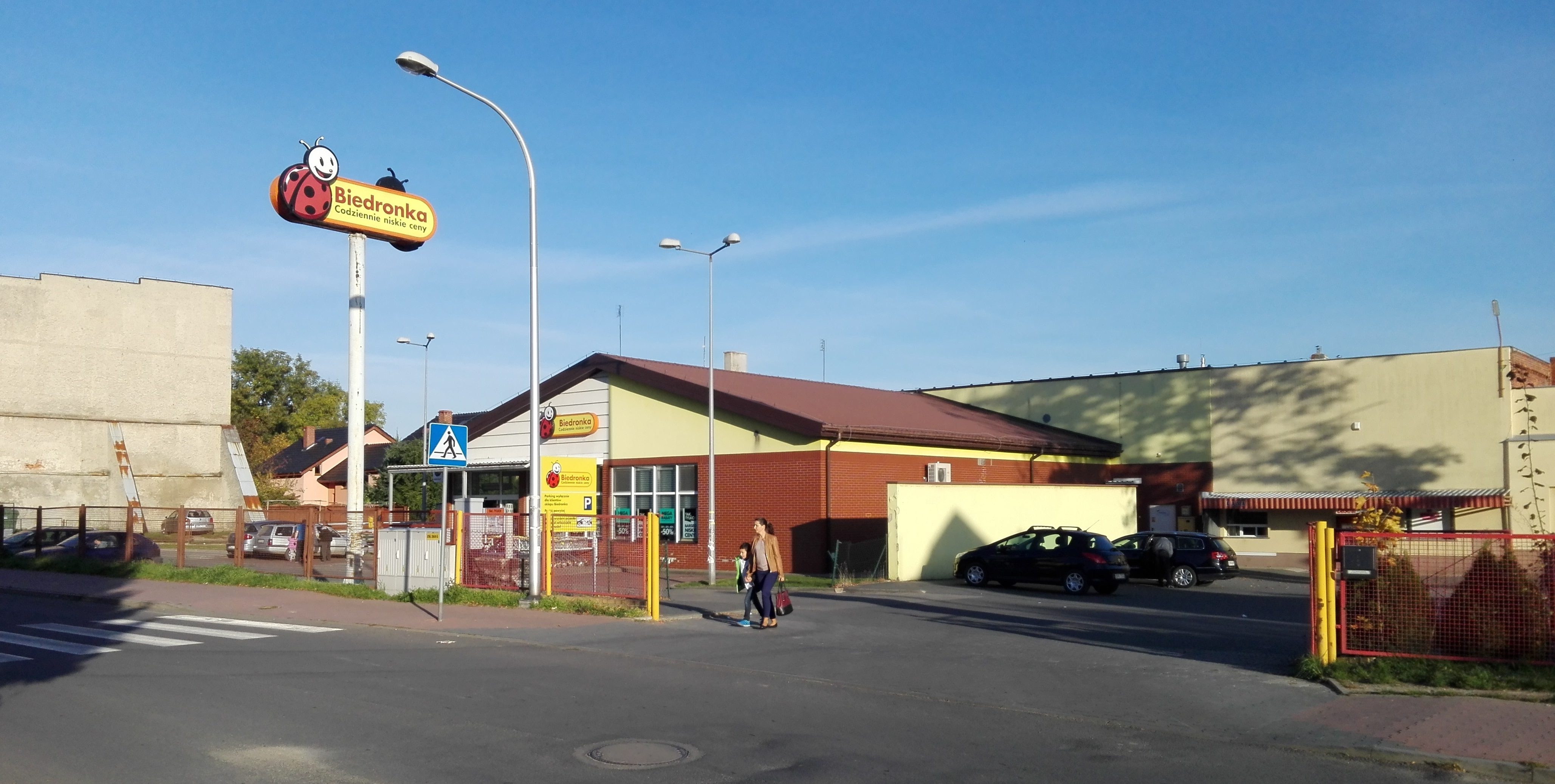
Ulica Sienkiewicza

- ulica Sobieskiego – daw. Niederstrasse[16]
- ulica Soboty
- ulica Sowińskiego
- ulica Sportowa
- ulica Stara
- ulica Staszica
- ulica Stefana Batorego – daw. Niedervorstadt[17][18]
- ulica Stroma – daw. Bergstrasse (Górska)
- ulica Strzelecka
- ulica Sybiraków
- plac Szarych Szeregów – daw. Victoria Platz (plac Zwycięstwa)[19][20]
- ulica Szkolna
- ulica Szpitalna

## T
- ulica Tabory – daw. Taborplatz[21]
- ulica Tkacka
- ulica Topolowa
- ulica Towarowa

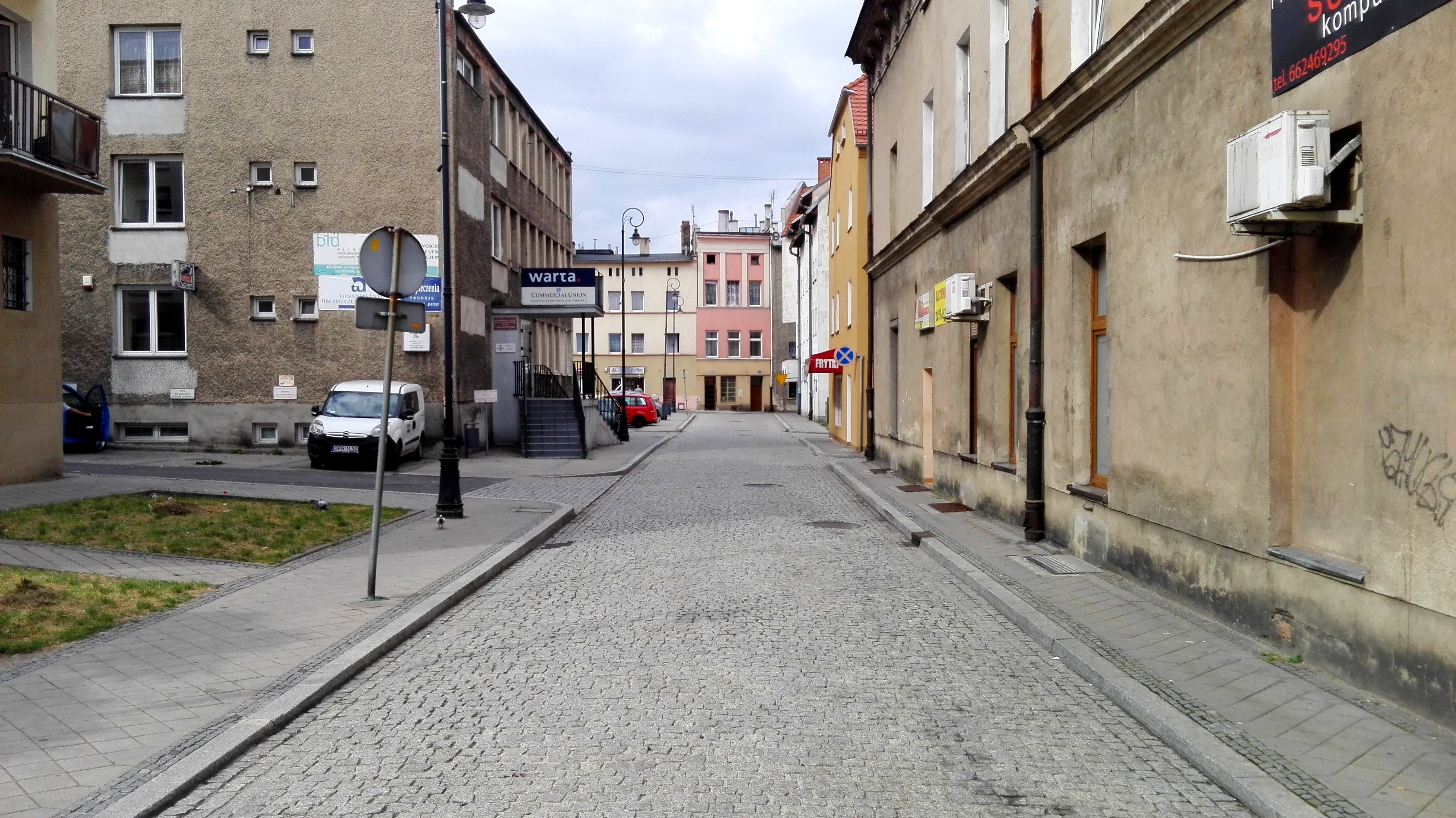
Ulica Tkacka

- ulica Traugutta – daw. Ober Mühlstrasse (Górna Młyńska)[22]
- ulica Tuwima
- ulica Tysiąclecia

## W
- ulica Wandy
- ulica Wańkowicza

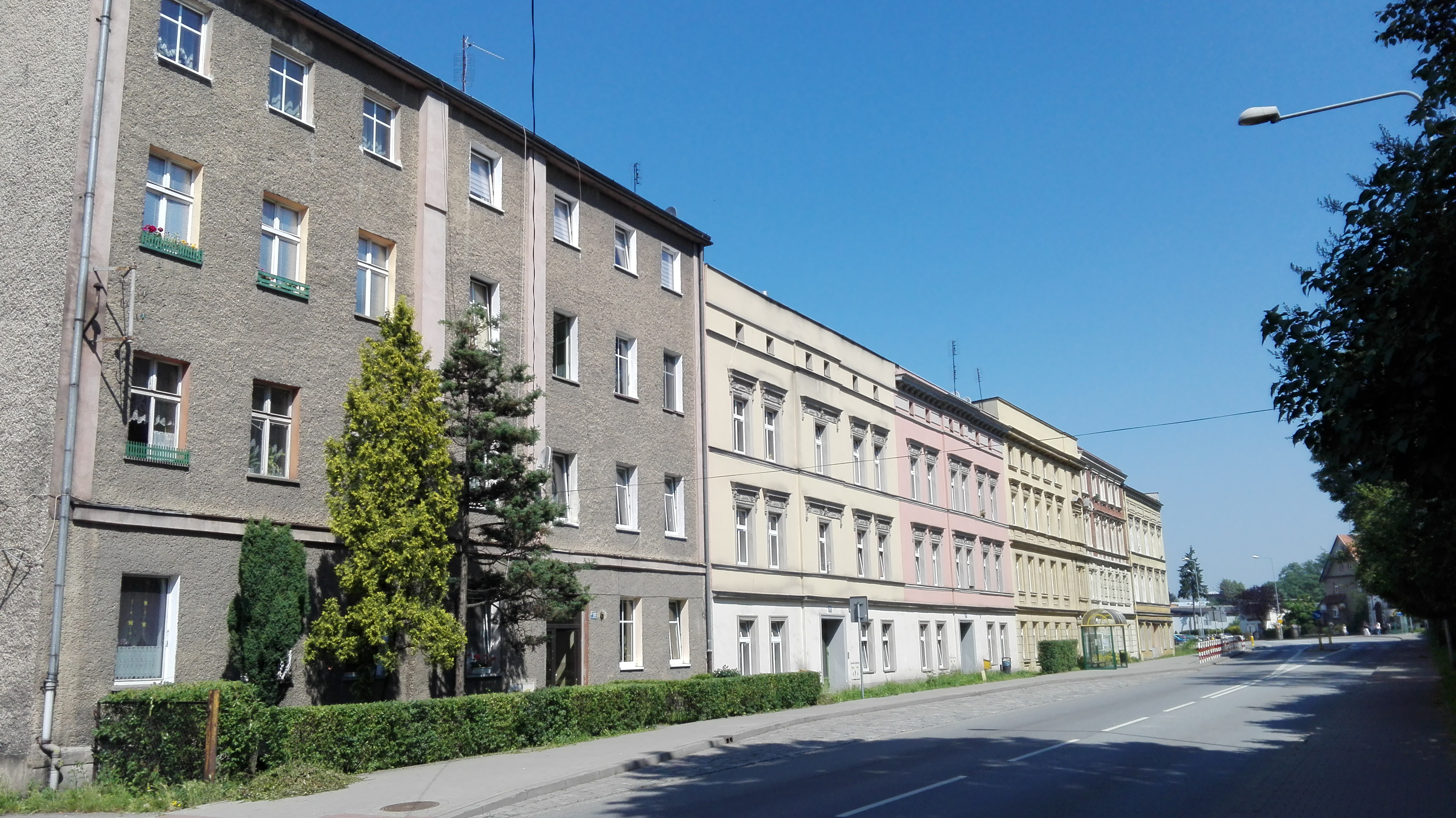
Ulica Wiejska

- ulica Wąska – daw. Nieder-Dom-Strasse
- ulica Wiejska
- ulica Wileńska
- ulica Władysława Łokietka
- ulica Włoska
- ulica Wojska Polskiego
- ulica Wolności
- plac Wolności – daw. Vogteiplatz[23]
- ulica Wróblewskiego
- ulica Wybickiego
- ulica Wysockiego

## Z

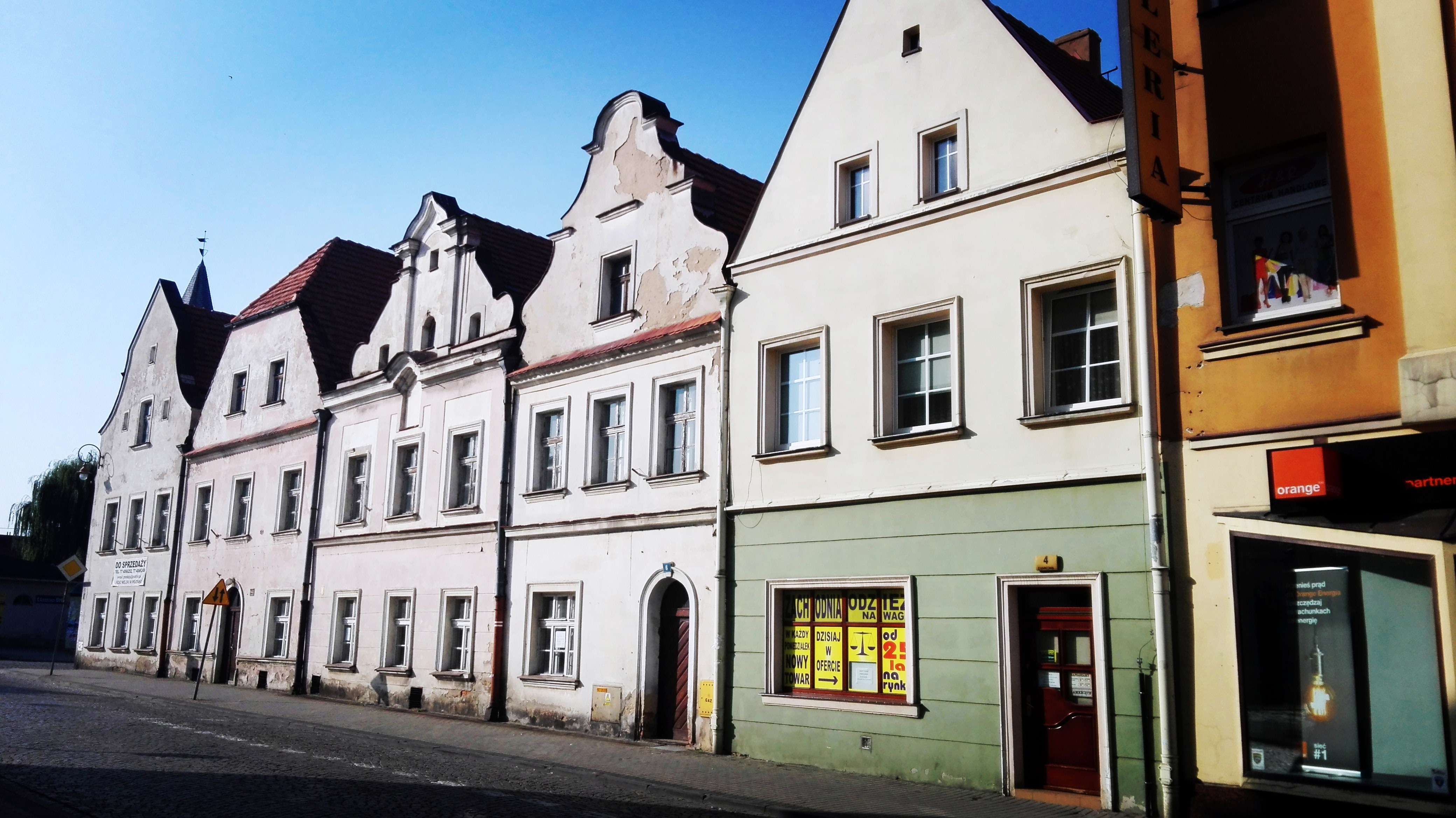
Ulica Zamkowa

- ulica Zamkowa – daw. Schlosstrasse[24]
- plac Zamkowy
- ulica Zielona
- ulica Zwycięstwa

## Ż

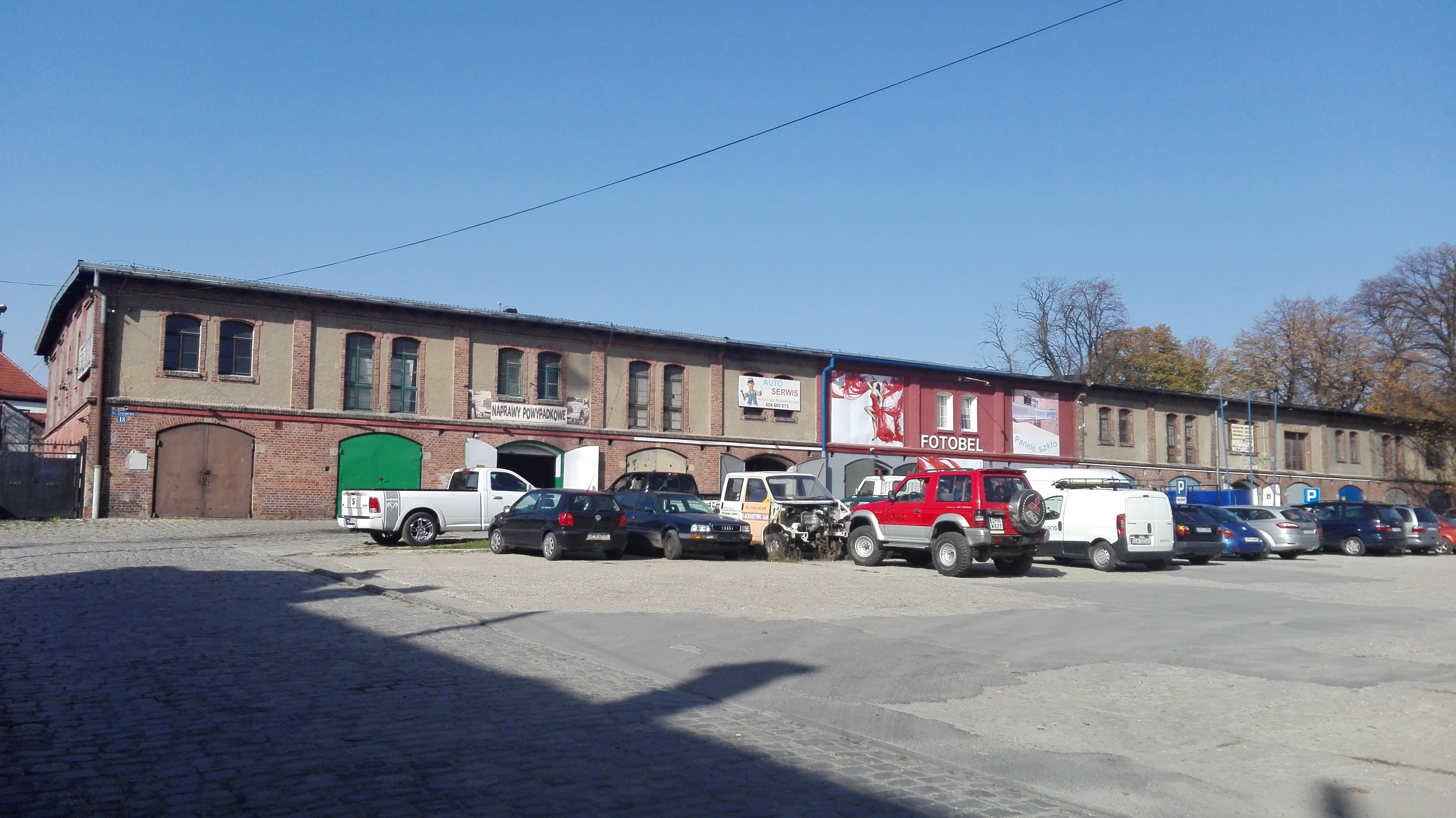
Ulica Żołnierska

- ulica Żeromskiego
- ulica Żołnierska